# Megan Olivi
Megan Olivi é uma jornalista e apresentadora de televisão americana

## Biografia
Descendente de italianos, ela viveu a maior parte da sua infância na cidade de Nazareth. Adorava jogar softbal e sonhava ser ginasta, mas a sua condição financeira fez com que o sonho não se torna-se realidade.Formou-se em ciências politicas pelo Seton Hall University e concluiu seu mestrado em jornalismo de radiodifusão na Universidade Fordham

### Carreira no jornalismo
Ao concluir seu mestrado, Olivi planejando alçar voos maiores em sua carreira como jornalista, decide se mudar para Las Vegas onde acabou tendo a oportunidade de conhecer e trabalhar em coberturas e apresentações das Artes marciais mistas para o UFC Preshow Fight Day, sendo contratada pela emissora  Fox 6 News. Viaja o mundo todo em cada evento do UFC em coberturas dos eventos ao vivo transmitido pela televisão.Também apresenta o programa UFC Ultimate Insider pela Fox Sports 1 e  UFC Fight Pass , The Exchange With Megan Olivi.

### Miss Universo Pageant 2017
Megan foi jurada do concurso Miss Universo 2017.

### Vida Pessoal
Atualmente é casada com o lutador do UFC Joseph Benavidez.